# كوريدونيا
كوريدونيا؛ هي بلدية في مقاطعة مشراته في منطقة ماركي الإيطالية، وتقع على بعد حوالي 40 كيلومتر (25 ميل) جنوب أنكونة وحوالي 8 كيلومتر (5 ميل) جنوب شرق مشراتة.
كانت تسمى كوريدونيا بباوسولا حتى عام 1931. بعد ذلك تم تغيير الاسم من قبل بينيتو موسوليني تكريما لفيليبو كريدوني، النقابي التدخلي الذي توفي في 23 أكتوبر 1915.
تقع كوريدونيا على حدود البلديات التالية: فرانكفيلا ديتي ومشراتة وموغليانو ومونتي سان جيستو ومونتي سان بيترانجيلي وموروفال وبيتريولو وتولنتينو واوربيساليا.

## اشهر الناس في كوردينيا
- فيليبو كريدوني ، نقابي
- جيوفاني باتيستا فيلوتي ، مغني الأوبرا
- ماسيمو سيوتشي ، لاعب كرة قدم
- لويجي لانزي ، أثري